# Boda (Ungheria)
Boda è un comune dell'Ungheria di 425 abitanti (dati 2008) situato nella contea di Baranya, nella regione Transdanubio Meridionale.